# Joint Venture (zespół muzyczny)
Joint Venture – polski zespół rockowy, powstały w 1992 roku we Wrocławiu.

## Historia
Założycielem i liderem grupy (początkowo nosiła nazwę Sekret) jest Włodzimierz Krakus (śpiew, gitara basowa). Ponadto w jej skład wchodzili: Marek „Georgia” Pieczara (śpiew), Jacek Krzaklewski (gitara, śpiew), Leszek Cichoński (gitara) i Marek Kapłon (perkusja). W 1993 roku Joint Venture wystąpiło na XXX Krajowym Festiwalu Piosenki Polskiej w Opolu, po czym z zespołu odeszli Pieczara i Kapłon, którego miejsce zajął Jerzy Piotrowski. W 1993 roku ukazała się także, nagrania podczas koncertu w PR Wrocław, kaseta magnetofonowa pt. Blues Rock!. Muzycy zrealizowali też dwa teledyski na potrzeby programu telewizyjnego Muzyczna Jedynka (TVP 1). Zaś w 1996 roku grupa wraz z zaproszonymi gośćmi nagrała album z autorskimi utworami W. Krakusa, zatytułowany Kto to wie? w składzie: Włodzimierz Krakus (śpiew, gitara basowa, keyboard), Jacek Krzaklewski (gitara), Jerzy Piotrowki (perkusja), Jacek Ratajczyk (perkusja, śpiew), Wojciech Jaworski (instrumenty klawiszowe), Andrzej Waśniewski (instrumenty klawiszowe), Tomasz Zając (harmonijka ustna), Piotr Baron (saksofon tenorowy), Zbigniew Czwojda (trąbka), Tomasz Kasiukiewicz (trąbka), Igor Pietraszewski (saksofon altowy i barytonowy). W chórku śpiewali: Beata Andrzejewska, Dorota Grab, Małgorzata Samborska, Wojciech Białoskórski i Waldemar Drozd. W 1997 roku Krakus uległ wypadkowi, co skomplikowało promocję płyty i wstrzymało na jakiś czas działalność zespołu, który w późniejszych latach został reaktywowany i występował przy różnych okazjach, m.in. podczas Wrocław Blues Festivalu w 2016 roku. Wystąpił wówczas w składzie: Włodzimierz Krakus (śpiew, gitara basowa), Marek Pieczara (śpiew), Jacek Krzaklewski (gitara), Henryk Borsiak (gitara), Andrzej Waśniewski (instrumenty klawiszowe), Andrzej Ryszka (perkusja, śpiew).

## Dyskografia

### Albumy[1]
- Blues Rock! (MC, MAKSEL.SC MPC.Q8, 1993)
- Kto to wie? (CD, KK Music KKCD 001, 1996)